# گمینا چاپلینک
گمینا چاپلینک (به لهستانی:  Gmina Czaplinek) یک گمینا در لهستان است که در شهرستان دراوسکو واقع شده‌است. گمینا چاپلینک ۳۶۴٫۷۲ کیلومتر مربع مساحت و ۱۱٬۷۹۵ نفر جمعیت دارد.